# Superpuchar Łotwy w piłce siatkowej mężczyzn (2021/2022)
Superpuchar Łotwy w piłce siatkowej mężczyzn 2021 (oficjalnie Optibet Latvijas Superkauss vīriešiem 2021) – druga edycja rozgrywek o Superpuchar Łotwy zorganizowana przez Ligę Entuzjastów Piłki Siatkowej (Entuziastu Volejbola Līga) we współpracy z Łotewskim Związkiem Piłki Siatkowej w dniu 25 września 2021 roku w Jēkabpils sporta nams w Jēkabpilsie. Ze względu na fakt, że w sezonie 2020/2021 nie odbyły się rozgrywki o Puchar Łotwy, w meczu o Superpuchar udział wzięli mistrz i wicemistrz Łotwy z tego sezonu, tj. SK Jēkabpils Lūši oraz RTU Robežsardze/Jūrmala.
Po raz drugi zdobywcą Superpucharu Łotwy został SK Jēkabpils Lūši. Najlepszymi zawodnikami spotkania wybrani zostali Armands Āboliņš z SK Jēkabpils Lūši i Roberts Kļaviņš z RTU Robežsardze/Jūrmala.
Sponsorem tytularnym meczu było przedsiębiorstwo Optibet.

## Drużyny uczestniczące
| Drużyna                 | Osiągnięcia w sezonie 2020/2021 |
| ----------------------- | ------------------------------- |
| SK Jēkabpils Lūši       | mistrzostwo Łotwy               |
| RTU Robežsardze/Jūrmala | wicemistrzostwo Łotwy           |

## Mecz
Sobota, 25 września 2021 – 19:00 (UTC+3) • Jēkabpils sporta nams, Jēkabpils
Widzów: 225
Czas trwania meczu: 106 minut
Sędziowie: Nikolajs Čemodanovs i Juris Mičs
| SK Jēkabpils Lūši    | 3:1                                 | RTU Robežsardze/Jūrmala  |
| Jānis Medenis 12 pkt | (25:20, 25:20, 21:25, 25:15) raport | Matīss Gabdulļins 17 pkt |

| Poz.                 | Nr | Zawodnik              | 1        | 2        | 3           | 4        | 5 | Pkt |
| -------------------- | -- | --------------------- | -------- | -------- | ----------- | -------- | - | --- |
| P                    | 3  | Jānis Medenis         | 5 dwa    | 5 dwa    | 5 dwa       | 4 jeden  |   | 12  |
| P                    | 5  | Armands Āboliņš       | 8 pięć   | 8 pięć   | 8 pięć      | 7 cztery |   | 11  |
| R                    | 9  | Maksym Wedaszenko     | 4 jeden  | 4 jeden  | 4 jeden     | 9 sześć  |   | 2   |
| Ś                    | 11 | Zigurds Adamovičs     | 9 sześć  | 9 sześć  | 9 sześć     | 8 pięć   |   | 10  |
| Ś                    | 17 | Ēriks Voroņko         | 6 trzy   | 6 trzy   | 6 trzy      | 5 dwa    |   | 11  |
| A                    | 25 | Pāvels Jemeļjanovs    | 7 cztery | 7 cztery | 7 cztery    | 6 trzy   |   | 8   |
| L                    | 13 | Dāvis Melnis          | L        | L        | L           | L        |   |     |
| Zmiany               |    |                       |          |          |             |          |   |     |
| Ś                    | 7  | Aleksandrs Samuilovs  |          |          | 18 zmiana9  | 4 pusty  |   | 1   |
| R                    | 24 | Edvīns Vigulis        |          |          | 34 zmiana25 | 4 pusty  |   |     |
| Nie weszli na boisko |    |                       |          |          |             |          |   |     |
| P                    | 4  | Kristaps Cvilikovskis |          |          |             | 4 pusty  |   |     |
| P                    | 8  | Timurs Aisens         |          |          |             | 4 pusty  |   |     |
| Ś                    | 15 | Vladislavs Blumbergs  |          |          |             | 4 pusty  |   |     |
| L                    | 23 | Ernests Krakops       |          |          |             | 4 pusty  |   |     |
| Trener               |    |                       |          |          |             |          |   |     |
| Mārcis Obrumans      |    |                       |          |          |             |          |   |     |

| Poz.                 | Nr | Zawodnik            | 1          | 2           | 3        | 4          | 5 | Pkt |
| -------------------- | -- | ------------------- | ---------- | ----------- | -------- | ---------- | - | --- |
| R                    | 3  | Dmitrijs Špakovs    | 5 dwa      | 4 jeden     |          | 4 pusty    |   | 1   |
| A                    | 8  | Matīss Gabduļins    | 8 pięć     | 7 cztery    | 8 pięć   | 7 cztery   |   | 17  |
| P                    | 9  | Deniss Pavlovs      | 6 trzy     |             | 9 sześć  | 8 pięć     |   | 4   |
| Ś                    | 13 | Gatis Slavēns       | 4 jeden    | 9 sześć     | 7 cztery | 6 trzy     |   | 6   |
| Ś                    | 14 | Jēkabs Dzenis       | 7 cztery   | 6 trzy      |          | 4 pusty    |   | 2   |
| P                    | 19 | Aleksandrs Avdejevs | 9 sześć    | 5 dwa       | 6 trzy   | 5 dwa      |   | 14  |
| L                    | 4  | Roberts Kļaviņš     | L          | L           | L        | L          |   |     |
| Zmiany               |    |                     |            |             |          |            |   |     |
| Ś                    | 1  | Oļegs Klopovs       |            |             | 4 jeden  | 9 sześć    |   | 3   |
| P                    | 5  | Rihards Lazdiņš     | 12 zmiana3 |             |          | 4 pusty    |   |     |
| P                    | 6  | Jānis Teikmanis     |            | 20 zmiana11 |          | 18 zmiana9 |   |     |
| R                    | 7  | Vladimirs Visockis  |            | 12 zmiana3  | 5 dwa    | 4 jeden    |   | 5   |
| P                    | 11 | Maksims Morozovs    | 18 zmiana9 | 8 pięć      |          | 4 pusty    |   |     |
| Nie weszli na boisko |    |                     |            |             |          |            |   |     |
| L                    | 10 | Patriks Pinka       |            |             |          | 4 pusty    |   |     |
| Trener               |    |                     |            |             |          |            |   |     |
| Raimonds Vilde       |    |                     |            |             |          |            |   |     |

## Statystyki meczowe
| JĒK | STATYSTYKI        | RTU |
| 96  | MAŁE PUNKTY       | 80  |
| 37  | ATAK              | 39  |
| 10  | BLOK              | 8   |
| 8   | SERWIS            | 5   |
| 41  | BŁĘDY PRZECIWNIKA | 28  |

## Wyjściowe ustawienie drużyn
| Wedaszenko Medenis Voroņko Jemeļjanovs Āboliņš Adamovičs Melnis Slavēns Špakovs Pavlovs Dzenis Gabduļins Avdejevs Kļaviņš |